# Guembelia calyptrata
Guembelia calyptrata là một loài Rêu trong họ Grimmiaceae. Loài này được (Drumm.) Müll. Hal. mô tả khoa học đầu tiên năm 1849.